# Anthony Powell
Anthony Powell (Londres, 21 de desembre de 1905 - Frome, 28 de març de 2000) fou un escriptor, guionista, crític i genealogista anglès.

## Biografia
Anthony Dymoke Powell, va néixer a Londres el 21 de desembre de 1905. Va tenir una infantesa itinerant a causa dels diversos destins del seu pare que era militar.
Va estudiar a Eton (1919-1923) i al Balliol College d'Oxford (1923-1926) on va llicenciar-se en Història i a on va conèixer a un grup de joves escriptors i artistes com Evelyn Waugh, Henry Green, John Betjeman, Graham Greene i Osbert Lancaster.
Després d'Oxford, i abans de la Segona Guerra Mundial va obtenir un treball a Duckworth, en una petita editorial (London Publishing House), que li va publicar la seva primera novel·la "Afternoon Men" (1931). Posteriorment va col·laborar com guionista a Warner Brothers.
L'1 de desembre de 1934 es casà amb Violet Pakenham, tercera filla del setè comte de Longford.
Durant la guerra es va unir al regiment del seu pare (oficial regular del Regiment de Gal·les) i més tard va ser transferit al Cos d'Intel·ligència.
Com a crític literàri va treballar al diari Daily Telegraph de 1958 a 1990, quan va dimitir degut als atacs rebuts per part d'Auberon Wauhg, i també va col·laborar amb Times Literary Supplement, Punch, on va ser director literari, i Spectator.
Va desenvolupar una important activitat com a genealogista, publicant més de 40 treballs sobre genealogia de Gal·les, i durant uns anys va ser vicepresident de la Societat de Genealogistes.
Va morir a The Chantry, Frome, Somerset (Anglaterra) el 28 de març de 2000.

## Obra
1932: Venusberg
1933: From a View to Death
1936: Agents and Patiens
1939: What´s Become of a Waring
Després de servir en la Segona Guerra Mundial, va escriure un estudi biogràfic de l'autor John Aubrey i els seus amics del segle xvii (1948).
A Dance to the Music of Time
En aquests dotze volums Powell ordeix en un món de ficció la seqüència cronològica del qual s'estén des del període immediatament anterior a la I Guerra Mundial fins a començaments de la dècada dels 70.
1951 :A Question of Upbringing
1952 :A Buyer's Market
1955 :The Acceptance World
1957 :At Lady Molly's Chez
1960 :Casanova's Chinese
1962 :The Kindly Ones
1964 :The Valley of Bones
1966 :The Soldier's Art
1968 :The Military Philosophers
1971 :Books Do Furnish a Room
1973 :Temporary Kings
1975 :Hearing Secret Harmonies
To Keep the Ball Rolling: Memoirs of Anthony Powell
1976 : Infants of the Spring
1978 : Messengers of Day
1980 : Faces in My Time
1982 : The Strangers All are Gone

## Premis i honors
Ha estat nomenat Doctor honoris causa per diverses universitats (Sussex, Leicester, Kent, Oxford, Bristol i Wales). El 1948 Luxemburg li va atorgar l'Orde de la Corona de Roure, i 1988 va rebre l'Orde de l'Imperi Britànic.